# Spitzenbachklamm

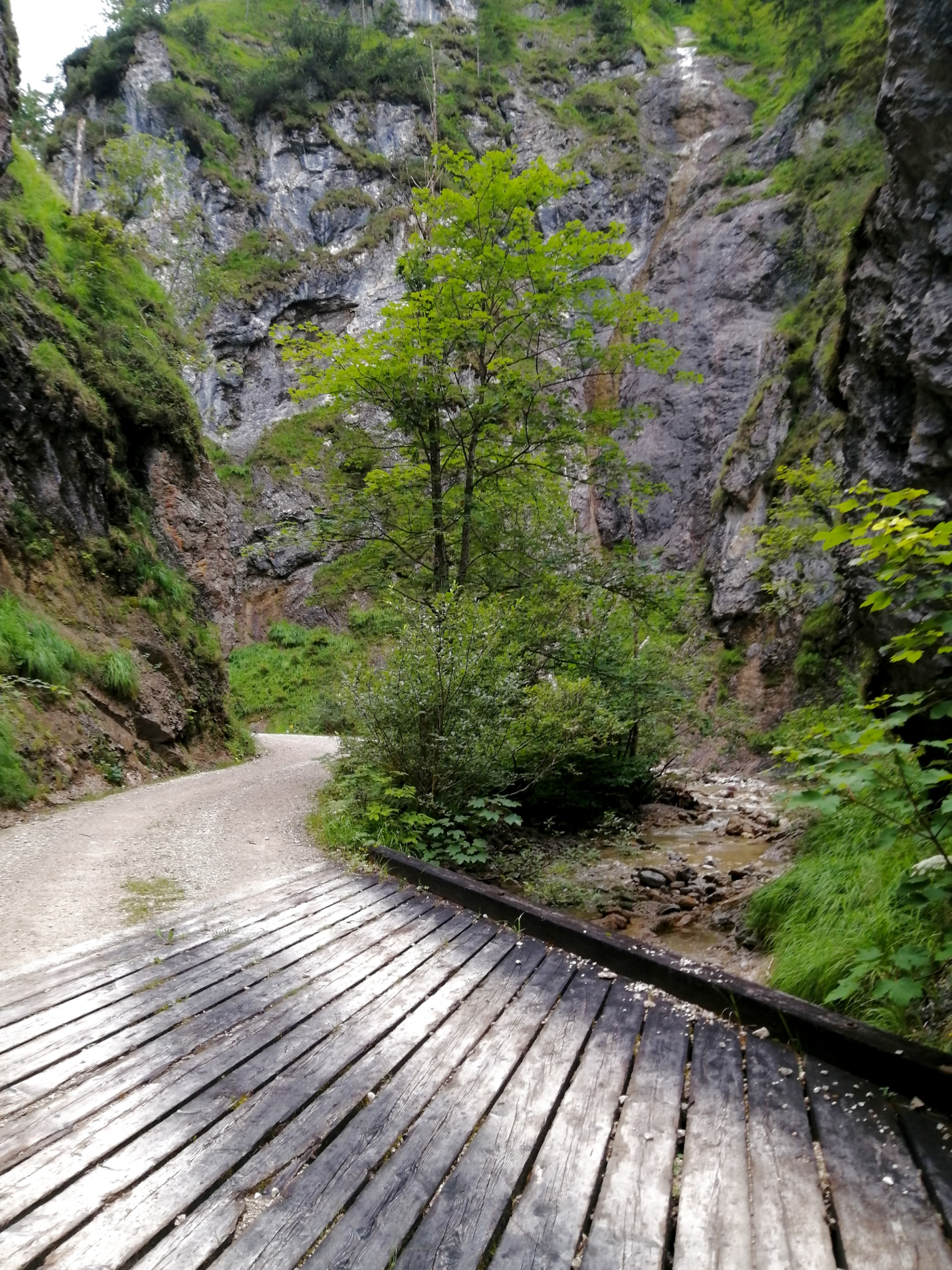
Spitzenbachklamm (Forststraße und Bach)

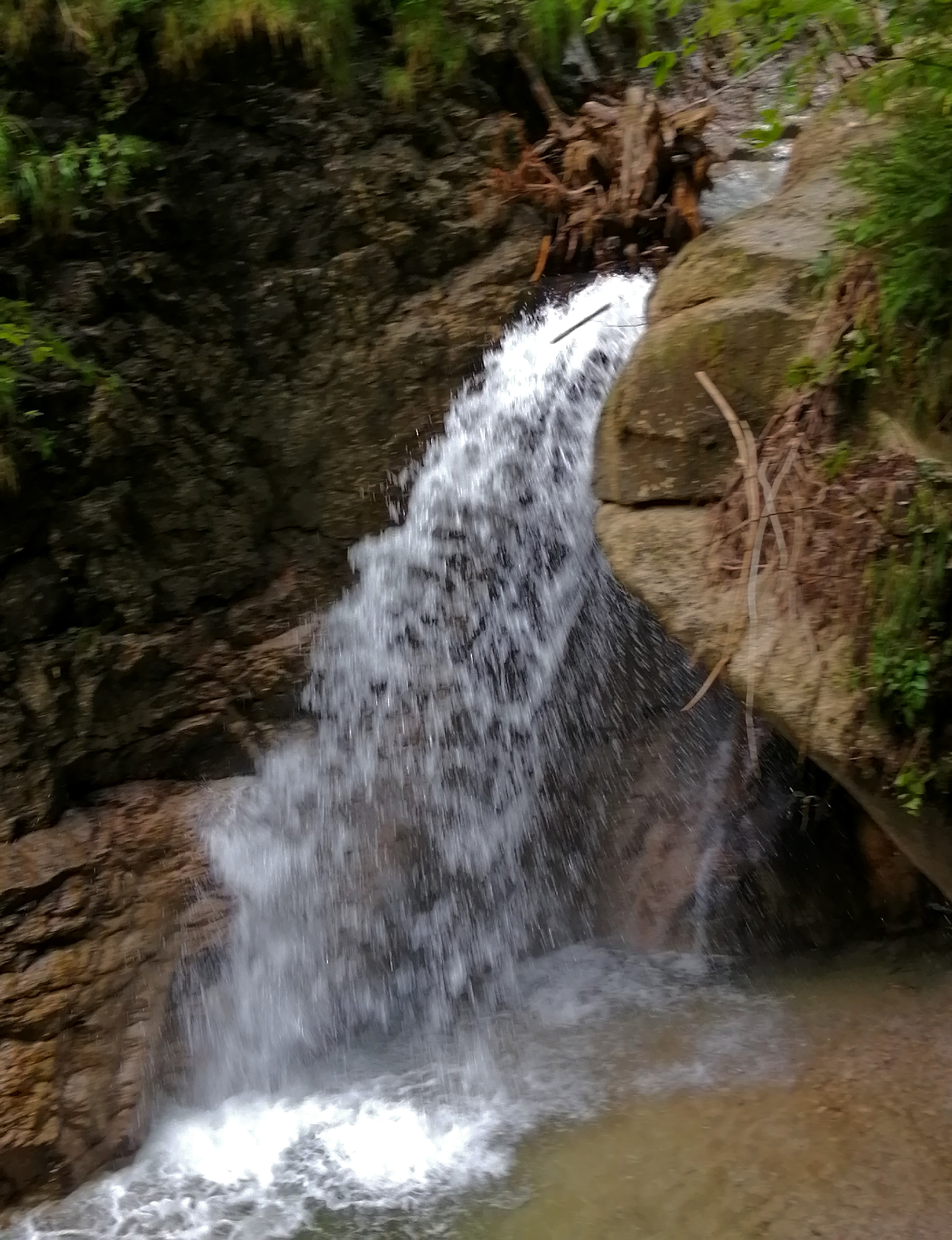
Wasserfall des Spitzenbaches in der Spitzenbachklamm

Die Spitzenbachklamm (auch „Tal der Schmetterlinge“) ist eine Klamm und ein Wanderweg in St. Gallen, Bezirk Liezen, Steiermark, der entlang des Spitzenbaches verläuft.

## Wanderweg
Der Wanderweg beginnt kurz nach dem Zusammenfluss des Spitzenbaches mit dem Großen Billbach an der ehemaligen Grenze zwischen Weißenbach an der Enns und St. Gallen auf 447 m ü. A. und führt gleich danach an der Blechdosensiedlung vorbei. Rund 2,3 km nach der Mündung kreuzt sich der Wanderweg mit dem Wieskapellenweg im Bergerviertel und nach weiteren 300 m mit dem Pfarreralm-Weg in Richtung Breitau und Unterlaussa, kurz vor der Mündung des Rettenbachs in den Spitzenbach.
Mehrere 100 m nach der Kreuzung beginnt die eigentliche Klamm, eine große Schlucht, entstanden durch den Spitzenbach, mit hohen Felsenwänden an beiden Seiten, wobei viele Gerinne meist in Form von Wasserfällen in sie münden. 800 m nach der Mündung des Eitelgrabens in den Spitzenbach, kreuzt sich der Wanderweg mit dem Wanderweg 12 in Richtung Teufelskirche. Nun führt der Wanderweg Spitzenbachklamm nicht mehr als Forststraße, sondern großteils als kleiner Pfad weiter, bis der Weg nach ca. 6,55 km Gesamtlänge auf 773 m ü. A. nordöstlich vom Sauboden endet.

## Pflanzen und Tierwelt
In der Spitzenbachklamm ist eine einzigartige Flora und Fauna beheimatet. 
Besonders bekannt ist die Spitzenbachklamm für die unterschiedlichen Schmetterlinge. Etwa 450 verschiedene Arten sind dort beheimatet, deshalb wird die Spitzenbachklamm auch Tal der Schmetterlinge genannt. 
Hier wachsen viele Hochgebirgs- und wärmeliebende Pflanzen, ein Grund dafür ist die spezielle Nord-Süd-Ausrichtung. Diese Flora ist auch Bestandteil des Futterangebots der Schmetterlinge.
Seit 1971 ist die Spitzenbachklamm dadurch zu einem Naturdenkmal (Listeneintrag) mit dem höchsten Schutzstatus der Steiermark geworden, mit einer Fläche von 33,771 ha.